# Alun Morgan
Alun Morgan (* 24. Februar 1928 in Pontypridd, Wales; † 11. November 2018) war ein britischer Jazzkritiker und Jazzautor.
Morgan begann sich in England als Teenager während des Zweiten Weltkriegs für Jazz zu interessieren. Ein fundamentaler Eindruck war Charlie Parker Ende der 1940er Jahre. Morgan war ab Anfang der 1950er Jahre Kritiker bei Melody Maker, Jazz Journal International, Jazz Monthly und Gramophone (sowie ab 1969 für 20 Jahre mit einer wöchentlichen Jazzkolumne in einer Zeitung aus Kent) und Verfasser zahlreicher (über 2500) Liner Notes (zuerst ab Mitte der 1950er Jahre für Vogue Records). Ab 1954 war er auch regelmäßig im Radio mit Jazzprogrammen. Er ist Verfasser eines in England einflussreichen Buchs über Modernen Jazz und Mitautor mehrerer Bücher über Jazzplatten. Er hielt Vorlesungen über Jazz an der Guildhall School of Music and Drama und an der Royal Academy of Music in London.
Daneben war er bis 1991 hauptberuflich Architekt.

## Schriften
- mit Raymond Horricks Modern Jazz – A survey of developments since 1939, London, Gollancz, 1956, Reprint, Greenwood Publishing, Westport 1977
- Count Basie, Hippocrene Books 1984
- mit Albert McCarthy, Paul Oliver, Max Harrison: „Jazz on record: a critical guide to the first 50 years“, London, Hanover Books, 1968 und New York 1968, Oak Publications.
- mit Charles Fox, Peter Gammond, Alexis Korner Jazz On Record: A Critical Guide, A Grey Arrow Book, Hutchinson, 1960
- mit Max Harrison, Ronald Atkins, Michael James, Jack Cooke Modern Jazz – The Essential Records, Aquarius Books 1975
- mit Keith Shadwick, Dave Gelly, Steve Voce, Brian Priestley The Gramophone Jazz Good CD Guide, Gramophone Publications 1995